# Ромен Амальфітано
Ромен Амальфітано (фр. Romain Amalfitano; нар. 27 серпня 1989, Ніцца) — французький футболіст, півзахисник клубу «Діжон». Молодший брат Моргана Амальфітано, який також є професійним футболістом.

## Ігрова кар'єра
Народився 27 серпня 1989 року в місті Ніцца. Вихованець футбольної школи клубу «Шатору».
У дорослому футболі дебютував 2009 року виступами за команду клубу «Евіан», в якому провів один сезон, взявши участь у 22 матчах чемпіонату.
Своєю грою за цю команду привернув увагу представників тренерського штабу клубу «Реймс», до складу якого приєднався 2010 року. Відіграв за команду з Реймса наступні два сезони своєї ігрової кар'єри. Більшість часу, проведеного у складі «Реймса», був основним гравцем команди.
До складу «Ньюкасл Юнайтед» приєднався 1 липня 2012 року на правах вільного агента. Проте у новій команді не зміг стати основним гравцем.

## Титули і досягнення
- Володар Королівського кубка Саудівської Аравії (1):

«Аль-Фейсали»: 2020-21